# Okręgowe rozgrywki w piłce nożnej woj. olsztyńskiego, elbląskiego i suwalskiego (1981/1982)
Drużyny z województwa olsztyńskiego występujące w ligach centralnych i makroregionalnych:
- I liga – brak
- II liga – brak
- III liga – Stomil Olsztyn, Mazur Ełk, Wigry Suwałki, Śniardwy Orzysz

Rozgrywki okręgowe:
- OZPN Olsztyn:

- - Klasa okręgowa (IV poziom rozgrywkowy)
  - Klasa A - 2 grupy (V poziom rozgrywkowy)
  - Klasa B - podział na grupy (VI poziom rozgrywkowy)
  - klasa C (gminna) - podział na grupy (VII poziom rozgrywkowy)

- OZPN Elbląg:

- - Klasa okręgowa (IV poziom rozgrywkowy)
  - Klasa A - 2 grupy (V poziom rozgrywkowy)
  - Klasa B - podział na grupy (VI poziom rozgrywkowy)

- OZPN Suwałki:

- - Klasa okręgowa (IV poziom rozgrywkowy)
  - Klasa A (V poziom rozgrywkowy)

## OZPN Olsztyn

### Klasa okręgowa
| Poz. | Klub                          | M  | Pkt. |
| ---- | ----------------------------- | -- | ---- |
| 1    | Sokół Ostróda                 | 22 |      |
| ?    | Agrokompleks Kętrzyn          | 22 |      |
| ?    | Metalowiec Mrągowo            | 22 |      |
| ?    | Orlęta Reszel                 | 22 |      |
| ?    | Warmia Olsztyn                | 22 |      |
| ?    | Gwardia II Szczytno           | 22 |      |
| ?    | Granica Kętrzyn               | 22 |      |
| ?    | Stomil II Olsztyn             | 22 |      |
| ?    | Huragan Morąg                 | 22 |      |
| ?    | Warfama Dobre Miasto          | 22 |      |
| ?    | Jeziorak Iława (b)            | 22 |      |
| 12   | Cresovia Górowo Iławeckie (b) | 22 |      |

- Sokół Ostróda awansował do III ligi

### Klasa A

#### grupa I
| Poz. | Klub                       | M  | Pkt. | Bramki |
| ---- | -------------------------- | -- | ---- | ------ |
| 1    | Kormoran Ostróda           | 22 |      |        |
|      | Start Nidzica              | 22 |      |        |
|      | Polonia Lidzbark Warmiński | 22 |      |        |
|      | LZS Napiwoda               | 22 |      |        |
|      | Motor Lubawa               | 22 |      |        |
|      | IHAR Bartążek              | 22 |      |        |
|      | LZS Gierłoż                | 22 |      |        |
|      | LZS Klewki                 | 22 |      |        |
|      | LZS Jonkowo                | 22 |      |        |
|      | LKS PGR Małdyty            | 22 |      |        |
|      | Olimpia Olsztynek          | 22 |      |        |
|      | Gwardia Olsztyn            | 22 |      |        |

- Gwardia Olsztyn wycofała się z rozgrywek

#### grupa II
| Poz. | Klub                       | M  | Pkt. | Bramki |
| ---- | -------------------------- | -- | ---- | ------ |
| 1    | Tęcza Biskupiec            | 22 |      |        |
|      | Kombinat Bezledy           | 22 |      |        |
|      | Pogranicze Gaje            | 22 |      |        |
|      | Błękitni Korsze            | 22 |      |        |
|      | Polonia Lidzbark Warmiński | 22 |      |        |
|      | Victoria Bartoszyce        | 22 |      |        |
|      | Agrołyna Sępopol           | 22 |      |        |
|      | Reduta Bisztynek           | 22 |      |        |
|      | Błękitni Pasym             | 22 |      |        |
|      | LZS Skierki                | 22 |      |        |
|      | LKS PGR Dobre Miasto       | 22 |      |        |
|      | beniaminek gr.III klasy B  | 22 |      |        |

### Klasa B

#### grupa I
- awans: LZS Rudzienice, LZS Turznica

#### grupa II
- awans: LZS Unieszewo, LZS Spółdzielca Kieźliny

#### grupa III
- awans: LZS Kozłowo

#### grupa IV
- awans: LZS Czerwonka, LZS Barciany

## OZPN Elbląg

### Klasa okręgowa
| Poz. | Klub                       | Pkt. | Bramki |
| ---- | -------------------------- | ---- | ------ |
| 1    | Pomowiec Gronowo Elbląskie |      |        |
| ?    | Olimpia II Elbląg          |      |        |
| ?    | Pogoń Gardeja              |      |        |
| ?    | Powiśle Czernin            |      |        |
| ?    | Nogat Malbork              |      |        |
| ?    | Zastal Braniewo            |      |        |
| ?    | Mlexer Elbląg              |      |        |
| ?    | Żuławy Nowy Dwór Gdański   |      |        |
| ?    | Rodło Kwidzyn              |      |        |
| ?    | Sokół Lipowina             |      |        |
| ?    | Sokół Kwidzyn              |      |        |
| ?    | Błękitni Orneta            |      |        |
| ?    | Barkas Tolkmicko           |      |        |
| ?    | Powiśle Dzierzgoń          |      |        |

- Pomowiec Gronowo Elbląskie awansował do III ligi
- nikt nie spadł - klasa okręgowa została powiększona do 16 zespołów

### Klasa A
- grupa I - awans: Wałsza Pieniężno, Syrena Młynary
- grupa II - awans: Pogoń Prabuty